# Янакие Манасиевски
Янакие Йован Манасиевски (на македонска литературна норма: Jанакие Jован Манасиевски) е офицер, генерал-лейтенант от Северна Македония.

## Биография
Роден е на 27 януари 1943 г. в гостиварското село Галате. През 1960 г. завършва Подофицерска школа. От 1960 до 1968 г. е командир на взвод в Прищина и Смедерево. През 1966 г. завършва Военна академия на ЮНА. От 1968 до 1971 г. е командир на рота в Смедерево. От 1971 до 1972 г. е офицер по морално-политическото възпитание в Куманово. В периода 1972 – 1976 г. е командир на батальон в Куманово. През 1976 г. завършва Команднощабна академия на Сухопътните войска на ЮНА. От 1976 до 1980 г. е помощник началник-щаб на бригада в Скопие. В периода 1980 – 1986 г. е началник-щаб на бригадата. Между 1986 и 1988 г. е командир на бригада в Ниш. От 1988 до 1991 г. е началник на отделение по оперативно-учебните работи на корпус в Ниш. От 1991 до 1992 г. е началник-щаб на корпус в Куманово. В периода 1992 – 1995 г. е командир на първи армейски корпус в Куманово. От 1995 до 1996 г. е помощник началник на Генералния щаб на Република Македония по оперативно-учебната работа и бойната готовност. В периода 1996 – 1999 г. е заместник-началник на Генералния щаб на Република Македония. Излиза в запаса през 1999 г. Умира на 24 октомври 2000 г. в Скопие.

## Военни звания
- Поручик (1968)
- Капитан (1971)
- Капитан 1 клас (1973)
- Майор (1977)
- Подполковник (1982)
- Полковник (1986), предсрочно
- Генерал-майор (1993)
- Генерал-лейтенант (1996)[2]

## Награди
- Орден за военни заслуги със сребърни мечове, 1969 година;
- Орден за военни заслуги със златни мечове, 1981 година;
- Орден на Народната армия със сребърна звезда, 1977 година;
- Орден на Народната армия със златна звезда, 1984 година;
- Орден на братството и единството със сребърен венец, 1989 година.